# James Robart
James Louis Robart (* 2. September 1947 in Seattle) ist ein US-amerikanischer Bundesrichter.

## Beruflicher Werdegang
Robart studierte am Whitman College und erhielt dort 1969 einen Bachelor of Arts. Anschließend setzte er sein Studium an der Georgetown University fort, wo er im Jahr 1973 seinen Juris Doctor am Law Center der Universität erhielt. Er praktizierte von 1973 bis zu seiner Berufung zum Bundesrichter als Anwalt in einer Kanzlei in Seattle.
Am 9. Dezember 2003 wurde er von dem damaligen US-Präsidenten George W. Bush als Bundesrichter für den Gerichtsbezirk von West-Washington nominiert um den vakanten Sitz von Thomas S. Zilly neu zu besetzen. Der Senat der Vereinigten Staaten bestätigte ihn ohne Gegenstimmen am 17. Juni 2004. Am 21. Juni 2004 folgte seine Berufung zum obersten Richter des Bundesstaats Washington. Am 28. Juni 2016 erreichte er den senior status.

## Executive Order 13769
Robart entschied am 3. Februar 2017, dass die vom amtierenden US-Präsidenten Donald Trump in der Executive Order 13769 erklärte 90-tägige Einreisesperre für Menschen aus sieben Ländern mit muslimisch geprägter Bevölkerungsmehrheit sowie die Suspendierung der Einreise von Flüchtlingen nicht verfassungskonform sei, und untersagte einstweilig den Vollzug.
Trump griff Robart daraufhin in einigen Twitter-Kurznachrichten („tweets“) persönlich an:
„The opinion of this so-called judge, which essentially takes law-enforcement away from our country, is ridiculous and will be overturned!“ (4. Februar 2017, 8:12 Uhr EST)
„Die Entscheidung dieses sogenannten Richters, welche im Wesentlichen die Rechtsdurchsetzung in unserem Land abschafft, ist lächerlich und wird aufgehoben werden!“
„What is our country coming to when a judge can halt a Homeland Security travel ban and anyone, even with bad intentions, can come into U.S.?“ (4. Februar 2017, 15:44 Uhr EST)
„Wohin kommt unser Land, wenn ein Richter eine Einreisesperre des Heimatschutz-Ministeriums stoppen kann und jeder, auch mit schlechten Absichten, in die USA kommen kann?“
„Because the ban was lifted by a judge, many very bad and dangerous people may be pouring into our country. A terrible decision“ (4. Februar 2017, 16:44 Uhr EST)
„Weil die Sperre von einem Richter aufgehoben wurde, können viele sehr schlechte und gefährliche Leute in unser Land strömen. Eine schreckliche Entscheidung“
„The judge opens up our country to potential terrorists and others that do not have our best interests at heart. Bad people are very happy!“ (4. Februar 2017, 19:48 Uhr EST)
„Der Richter öffnet unser Land für potenzielle Terroristen und andere, die nicht die besten Absichten haben. Böse Leute sind sehr glücklich!“
„Just cannot believe a judge would put our country in such peril. If something happens blame him and court system. People pouring in. Bad!“ (5. Februar 2017, 15:39 Uhr EST)
„Ich kann einfach nicht glauben, dass ein Richter unser Land in so eine Gefahr bringen kann. Wenn etwas geschieht, gebt ihm und den Gerichten die Schuld. Leute strömen herein. Schlecht!“
Ein von der US-Regierung am Folgetag beim zuständigen Bundesberufungsgericht in San Francisco eingereichter Eilantrag, der die Einreisesperre sofort wieder in Kraft setzen sollte, wurde gleichentags abgewiesen. Die beiden Richter waren Michelle T. Friedland und William C. Canby Jr.
Nach einer Anhörung der Parteien wies das Berufungsgericht den Antrag der US-Regierung am 9. Februar 2017 mit 3:0 Stimmen zurück.